# Wyspy Morza Bałtyckiego
Wyspy Morza Bałtyckiego.

## Uszeregowane według powierzchni
| #  | Wyspa       | Państwo         | Powierzchnia (km²) | Najwyższy punkt (m n.p.m.) |
| -- | ----------- | --------------- | ------------------ | -------------------------- |
| 1  | Zelandia    | Dania           | 7031               | 123                        |
| 2  | Gotlandia   | Szwecja         | 3140               | 83                         |
| 3  | Fionia      | Dania           | 2984               | 131                        |
| 4  | Sarema      | Estonia         | 2673               | 54                         |
| 5  | Olandia     | Szwecja         | 1342               | 34                         |
| 6  | Lolland     | Dania           | 1242               | 25                         |
| 7  | Hiuma       | Estonia         | 989                | 68                         |
| 8  | Rugia       | Niemcy          | 926                | 161                        |
| 9  | Fasta Åland | Wyspy Alandzkie | 685                | 129                        |
| 10 | Bornholm    | Dania           | 588                | 162                        |
| 11 | Kemiönsaari | Finlandia       | 524                | 71                         |
| 12 | Falster     | Dania           | 514                |                            |
| 13 | Uznam       | Niemcy · Polska | 445                | 60                         |
| 14 | Als         | Dania           | 312                | 81                         |
| 15 | Langeland   | Dania           | 285                | 46                         |
| 16 | Wolin       | Polska          | 265                | 115                        |
| 17 | Møn         | Dania           | 237                | 143                        |
| 18 | Hailuoto    | Finlandia       | 200                | 22                         |
| 19 | Muhu        | Estonia         | 198                | 24                         |
| 20 | Fehmarn     | Niemcy          | 185                |                            |
| 21 | Värmdö      | Szwecja         | 180                |                            |
| 22 | Fårö        | Szwecja         | 113                |                            |
| 23 | Vormsi      | Estonia         | 93                 | 13                         |

## Uszeregowane według ludności
| #  | Wyspa       | Państwo         | Ludność  |
| -- | ----------- | --------------- | -------- |
| 1  | Zelandia    | Dania           | 2 287740 |
| 2  | Fionia      | Dania           | 465 241  |
| 3  | Uznam       | Niemcy · Polska | 76 500   |
| 4  | Rugia       | Niemcy          | 73 000   |
| 5  | Lolland     | Dania           | 68 224   |
| 6  | Gotlandia   | Szwecja         | 57 300   |
| 7  | Als         | Dania           | 49 976   |
| 8  | Värmdö      | Szwecja         | 48 000   |
| 9  | Bornholm    | Dania           | 43 700   |
| 10 | Falster     | Dania           | 43 557   |
| 11 | Lidingö     | Szwecja         | 43 400   |
| 12 | Kotlin      | Rosja           | 43 358   |
| 13 | Sarema      | Estonia         | 40 000   |
| 14 | Olandia     | Szwecja         | 23 000   |
| 15 | Fasta Åland | Wyspy Alandzkie | 22 000   |
| 16 | Wolin       | Polska          | 17 000   |
| 17 | Fehmarn     | Niemcy          | 14 000   |
| 18 | Langeland   | Dania           | 12 384   |
| 19 | Møn         | Dania           | 12 000   |
| 20 | Hiuma       | Estonia         | 9 400    |

## Uszeregowane według kolejności alfabetycznej
- Abruka (Estonia)
- Als (Dania)
- Wyspy Alandzkie (Finlandia)
  - Fasta Åland
- Angeson (Szwecja)
- Bergo (Finlandia)
- Bjorko (Finlandia)
- Blå Jungfrun (Szwecja)
- Bornholm (Dania)
- Fårö (Szwecja)
- Fehmarn (Niemcy)
- Fionia (Dania)
- Gotlandia (Szwecja)
- Gotska Sandön (Szwecja)
- Graso (Szwecja)
- Hailuoto (Finlandia)
- Harnon (Szwecja)
- Hemson (Szwecja)
- Hiuma (Estonia)
- Holmon (Szwecja)
- Kassari (Estonia)
- Kemiönsaari (Finlandia)
- Kihnu (Estonia)
- Kimiuo (Finlandia)
- Kotlin (Rosja)
- Kuttsalo (Finlandia)
- Langeland (Dania)
- Lilla Karlsö (Szwecja)
- Lolland (Dania)
- Manilaid (Estonia)
- Møn (Dania)
- Muhu (Estonia)
- Olandia (Szwecja)
- Poel (Niemcy)
- Replot (Finlandia)
- Rugia (Niemcy)
- Ruhnu (Estonia)
- Sandskar (Szwecja)
- Sarema (Estonia)
- Singo (Szwecja)
- Archipelag Sztokholmski (Szwecja)
  - Värmdö
- Uznam (Polska, Niemcy)
- Valassaaret (Finlandia)
- Vormsi (Estonia)
- Wolin (Polska)
- Zelandia (Dania)